# نادي كارلسروه
نادي كارلسروه الرياضي (بالألمانية: Karlsruher SC) وهو نادي كرة قدم ألماني يتمركز في مدينة كارلسروه في ألمانيا، تأسس هذا النادي في سنة 1894 باسم "فونكس كارلسروه"وقد فاز بالدوري الألماني الدرجة الأولى موسم 1909. وهو حالياً يلعب في الدرجة الثانية.

شعار نادي فينكس كارلسروه